# Taparella amata
Taparella amata är en insektsart som först beskrevs av Walker 1870.  Taparella amata ingår i släktet Taparella och familjen Flatidae. Inga underarter finns listade i Catalogue of Life.